# Histamin-H4-Rezeptor
Der Histamin-H4-Rezeptor (kurz H4-Rezeptor) ist ein Protein aus der Familie der Histamin-Rezeptoren, das durch das körpereigene Gewebshormon Histamin aktiviert werden kann. Im menschlichen Körper ist der H4-Rezeptor insbesondere auf Zellen des blutbildenden Systems und des Immunsystems zu finden. Der Rezeptor ist an allergischen Reaktionen beteiligt.

## Biochemie

### Genetik
Der H4-Rezeptor des Menschen wurde erstmals im Jahr 2000 zeitgleich von verschiedenen Forschergruppen als Homolog des Histamin-H3-Rezeptors kloniert. Er wird durch ein Gen auf dem Chromosom 18 auf dem Genlocus 18q11.2 codiert. Die codierende DNA-Sequenz enthält drei Exons und zwei Introns und zeigt die höchste Homologie zum Histamin-H3-Rezeptor.

### Proteinstruktur
Das H4-Rezeptorprotein des Menschen besteht aus 390 Aminosäuren. Weitere Varianten des H4-Rezeptors, die durch alternatives Splicevarianten entstehen, sind funktionell inaktiv. Wie für viele andere Rezeptoren aus der Familie der G-Protein-gekoppelten Rezeptoren, wird für den H4-Rezeptor eine Struktur mit sieben helikalen Transmembrandomänen angenommen (heptahelikaler Rezeptor).

### Signaltransduktion
Auf molekularer Ebene führt eine Stimulation von H4-Rezeptoren zu einer Aktivierung von Gi/o-Proteinen, einer Hemmung der Adenylylcyclase und einer Öffnung von Calciumkanälen.

## Funktion
H4-Rezeptoren sind an der zielgerichteten Wanderung von Immunzellen, wie eosinophile Granulozyten, T-Lymphozyten und Monozyten, hin zu Quellen von Histamin beteiligt. Daher wird eine wichtige Rolle dieses Rezeptors bei der Rekrutierung von Leukozyten während einer Immunreaktion, insbesondere bei allergischen Reaktionen, angenommen.

## Pharmakologie
Antagonisten des Histamins am H4-Rezeptor, wie JNJ 7777120 werden derzeit auf ihr therapeutisches Potenzial bei der Behandlung von allergischer Erkrankungen untersucht. 4-Methylhistamin und VUF-8430 konnten als selektive Agonisten identifiziert werden.